# 斯莫羅迪內
斯莫羅迪内（烏克蘭語：Смородине），是烏克蘭東南部扎波羅熱州扎波羅熱區维利尼扬斯克市镇的村落。始建於1953年，面積0.42平方公里，2001年人口40，人口密度每平方公里95.2人。
47°56′45″N 35°23′26″E / 47.94583°N 35.39056°E